# Durie House

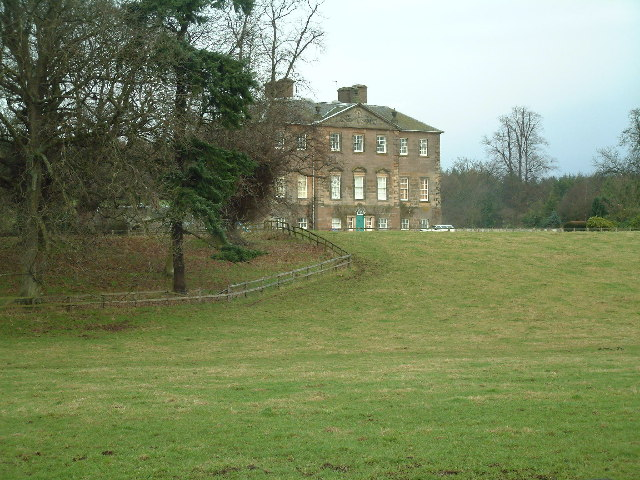
Durie House

Durie House ist ein Herrenhaus nahe der schottischen Ortschaft Leven in der Council Area Fife. 1972 wurde das Bauwerk als Einzeldenkmal in die schottischen Denkmallisten in der höchsten Denkmalkategorie A aufgenommen.

## Geschichte
Im Jahre 1260 erhielt Robert, Sohn von Robert, 4. Earl of Strathearn, die Länderei Durie. In der ersten Hälfte des 16. Jahrhunderts ging sie durch Heirat an Alexander Kemp über. 1614 erwarb schließlich Alexander Gibson das Anwesen, der später zum ersten Lord Durie erhoben wurde. Im Jahre 1641 verheerte ein Brand Durie House, bei dem auch die dort aufbewahrten Kirchenbücher verloren gingen. Das Herrenhaus wurde wiederaufgebaut, brannte jedoch 1762 erneut aus. Das heutige Durie House wurde im selben Jahr errichtet. Im späteren 18. Jahrhundert erwarb Peter Christie das Anwesen. Seitdem wird es innerhalb der Familie vererbt. Christie ließ dort hochwertige Kohle fördern. Angeblich war die Bezeichnung Durie Coal als Bezeichnung für hochwertige Kohle selbst noch in den Niederlanden gängig. Im Laufe des 19. Jahrhunderts wurde der Südflügel aufgestockt. Im rückwärtigen Dienstflügel wurden im späten 20. Jahrhundert Wohnräume eingerichtet.

## Beschreibung
Durie House steht isoliert wenige hundert Meter nördlich von Leven. Das dreistöckige Herrenhaus ist klassizistisch ausgestaltet. Seine südexponierte Hauptfassade ist sieben Achsen weit. Das Hauptportal am Fuße des drei Achsen weiten Mittelrisaliten ist im Stile eines venezianischen Fenster mit rundbogigem Kämpferfenster gestaltet. Die darüberliegenden Fenster sind bekrönt. Der Risalit schließt mit einem Dreiecksgiebel mit Wappenverzierung im Tympanum. Entlang der Fassaden sind sechs- beziehungsweise zwölfteilige Sprossenfenster verbaut. Ebenso wie die Fassaden sind auch die Kanten des Risaliten mit rustizierten Ecksteinen verziert. Das abschließende Plattformdach ist mit Schiefer eingedeckt. Die rückwärtig abgehenden Flügel sind flacher.